# Loren Walcott
Loren Walcott Ray Hernandez (San Cristóbal, Táchira, Venezuela, 25 de abril de 1993) es un futbolista venezolano. Juega de defensa central y actualmente milita en el Estudiantes de Caracas de la Primera División de Venezuela.

## Trayectoria

### Deportivo Táchira
El joven de 18 años de edad se graduó con la camisa amarilla y negra un domingo en Valera ante Trujillanos F.C., Loren Walcott Ray Hernández quien jugó los 90 minutos disputados hizo su salto como profesional respondiendo con creces a la labor encomendada por el estratega Manolo Contreras.
Loren Ray cumple su tercera temporada en la institución campeona de Venezuela, siendo pieza vital en la pasada Serie Nacional Sub-18 donde el Deportivo Táchira F.C. de la categoría terminó en el tercer lugar. El espigado defensor central ya tuvo par de pasantías en el fútbol del extranjero, estando a prueba en Lanús de Argentina y Hajduk Split de Croacia, para posteriormente recalar en la Cantera del siete veces campeón de Venezuela.

## Clubes
| Club                   | País      | Año       | Partidos | Goles |
| ---------------------- | --------- | --------- | -------- | ----- |
| Deportivo Táchira      | Venezuela | 2011-2012 | 9        | 0     |
| Aragua FC              | Venezuela | 2013-2015 | 35       | 0     |
| Estudiantes de Caracas | Venezuela | 2015-2018 | 0        | 0     |

- Datos: Q5978928